# Pristimantis latericius
Pristimantis latericius é uma espécie de anfíbio anuro da família Strabomantidae. Está presente no Equador. A UICN classificou-a como quase ameaçada.